# Rhopalaea fusca
Rhopalaea fusca är en sjöpungsart som först beskrevs av William Abbott Herdman 1880.  Rhopalaea fusca ingår i släktet Rhopalaea och familjen Diazonidae. Inga underarter finns listade i Catalogue of Life.